# Geronimo (песня)
«Geronimo» — первый сингл датской певицы Ауры Дион с её второго студийного альбома Before the Dinosaurs. Сингл вышел 19 сентября 2011 года. По словам певицы песня о том, что нужно оставаться самим собой и воплощать свои мечты. «Geronimo» возглавила хит-парады Австрии, Дании и Германии. Аура Дион стала первым датским музыкантом, чей сингл дебютировал на первом месте немецкого чарта. Beatblogger охарактеризовал песню как поп-композицию с элементами фолка.

## Список композиций
- Danish digital download[2]

1. «Geronimo» (Jost & Damien Radio Mix) — 3:15

- Danish digital download — remixes[3]

1. «Geronimo» (Martin Roth Clubmix) — 6:43
2. «Geronimo» (The Disco Boys Remix) — 5:38
3. «Geronimo» (The Disco Boys Remix Edit) — 3:23
4. «Geronimo» (LTM Slowdown Remix) — 8:12

- German digital EP[4]

1. «Geronimo» (Jost & Damien Radio Mix) — 3:15
2. «Geronimo» (The Disco Boys Remix Edit) — 3:23
3. «Geronimo» (The Disco Boys Remix) — 5:38
4. «Geronimo» (LTM Slowdown Remix) — 8:12
5. «Call Messiah» (Aura Dione, Per Ebdrup) — 6:53

- German CD single[5]

1. «Geronimo» (Jost & Damien Radio Mix)
2. «Geronimo» (The Disco Boys Remix)

## Чарты и сертификации
| Чарт (2011)                     | Высшая позиция |
| ------------------------------- | -------------- |
| Австрия (Ö3 Austria Top 40)     | 1              |
| Дания (Tracklisten)             | 1              |
| Чехия (Rádio — Top 100)         | 40             |
| Media Control Charts            | 1              |
| (TopHit 100)                    | 13             |
| ZPAV                            | 2              |
| Словакия (Rádio — Top 100)      | 17             |
| Швейцария (Schweizer Hitparade) | 7              |

| Чарт (2011)          | Позиция |
| -------------------- | ------- |
| German Singles Chart | 22      |

| Страна   | Статус     |
| -------- | ---------- |
| Дания    | Платиновый |
| Германия | Золотой    |

## Хронология релизов
| Страна    | Дата             | Формат                     | Лейбл                                        |
| --------- | ---------------- | -------------------------- | -------------------------------------------- |
| Дания     | 19 сентября 2011 | Digital download           | Koolmusic, Music for Dreams, Universal Music |
| Австрия   | 21 октября 2011  | Digital download           | Koolmusic, Island Records, Universal Music   |
| Германия  | 21 октября 2011  | CD сингл, Digital download | Koolmusic, Island Records, Universal Music   |
| Швейцария | 21 октября 2011  | Digital download           | Koolmusic, Island Records, Universal Music   |
| Дания     | 28 ноября 2011   | Digital download — remixes | Koolmusic, Music for Dreams, Universal Music |